# Lesnoi (Kaliningrad, Selenogradsk)
Lesnoi (russisch Лесной, etwa „Walddorf“; bis 1946 deutsch Sarkau; prußisch Sarkaw, litauisch Šarkuva) ist ein Dorf im Rajon Selenogradsk der russischen Oblast Kaliningrad und gehört zur kommunalen Selbstverwaltungseinheit Stadtkreis Selenogradsk. Es gehörte bis 1945 zu Deutschland und hat heute etwa 350 russische Einwohner. Der Ort liegt auf der Kurischen Nehrung, an der östlichen, der Haffseite, an der mit etwa 350 m schmalsten Stelle der Nehrung.

## Geographische Lage
Das Fischerdorf liegt in der historischen Region Ostpreußen, am Kurischen Haff und auf der Kurischen Nehrung, 51 Kilometer Luftlinie nordöstlich der Stadt Polessk (Fischhausen) und 38 Kilometer Luftlinie nordnordöstlich von Kaliningrad (Königsberg).

## Geschichte

Sarkau, Kirchdorf, am Kurischen Haff und auf der Kurischen Nehrung, nordöstlich von Fischhausen und nordnordöstlich von Königsberg, auf einer Landkarte von 1910 (äußerster oberer Bildrand)

Sarkau (von prußisch sarke für Elster) ist vermutlich eine der ältesten Siedlungsstätten auf der Nehrung (Kurische Gräberfelder auf Sarkauer Gebiet). Die erste geschichtliche Erwähnung findet sich 1362 im Preußischen Urkundenbuch. 1408 wird ein Gasthaus an der Poststraße nach Memel/Klaipėda erwähnt. Der Vogelbestand war sehr groß. Ein Privileg aus dem Jahre 1656 besagt, dass für einen Vogelherd, Krähen- und Drosselfang, jährlich der Zins von 1 Taler und 6 Groschen entrichtet werden musste. Die Bevölkerung der Nehrung, anfangs Nehrungskuren besserte ihren Speiseplan durch den Verzehr von Schwarzvögeln auf, die ähnlich wie Täubchen schmecken sollen. Die Vögel wurden mit Netzen gefangen und mit einem Biss in den Kopf kurz und schmerzlos getötet. Deshalb wurden die Sarkauer „Krähenbeißer“ (Krajebieter) genannt. Die Fangzeit dauerte von Oktober bis Dezember, das Fangergebnis betrug 60–100 Stück pro Tag, überwiegend Nebelkrähen. Später wurden die Krähen nicht nur zur Bereicherung des eigenen Speisezettels verwendet, sondern auch von den Sarkauern auf dem Markt in Cranz und Königsberg angeboten sowie an Hotels und Gaststätten verkauft, teilweise als Krähen, aber auch unter Bezeichnungen wie „Nehrungstauben“ oder „Sarkaugänse“.
Seit der Zeit der deutschen Ordensritter gab es im Sarkauer Gebiet (Försterei Grenz) bis weit ins 18. Jahrhundert eine berühmte Falknerei, die Jagdfalken an viele europäische Höfe lieferte. Genauere Zahlen über die Geschichte liegen seit etwa 1531/1532 mit der Schaakener Amtsrechnung vor. Danach wohnten im Ort Sarkau der Gastwirt sowie 35 Fischer und 12 Insten (Halbfischer). Die Fischer des Ortes sprachen das dem Lettischen nahestehende Nehrungskurisch, noch Ende des 19. Jahrhunderts wurden im Ort sechs Sprecher neben der inzwischen deutschsprachigen Mehrheit registriert. Im Jahre 1569 weist die Amtsrechnung 2 Krüger (Gastwirte), 32 Fischer und 19 Halbfischer aus. Ab etwa 1570 machten sich erste Anzeichen einer Versandung durch Wanderdünen bemerkbar und der Ort wurde, wie viele andere Orte auf der Nehrung verlegt. Das alte Sarkau lag etwa 1,5 km nördlich der heutigen Ortslage.
Versandung und Pest waren die größten Plagen, welche die Nehrung heimsuchten. Auf Grund der zunehmenden Verarmung wurde den Sarkauern Fischern das Privileg erteilt, im gesamten Kurischen Haff zu fischen. Andere Fischerdörfer durften nur in ausgewiesenen Teilen des Haffs fischen. Über die Einhaltung der Fischereirechte wachte der örtliche Fischmeister. Der Fischfang in den Dörfern der Kurischen Nehrung wurde überwiegend im Haff, aber auch in der Ostsee ausgeübt. Sarkau hatte wegen der hier besonders schmalen Nehrung als einziges Dorf sowohl einen Haff- wie einen Seestrand unmittelbar am Ort. In der Ostsee wurden hauptsächlich Flundern und Steinbutt gefangen, aber Sarkau wies auch einen bedeutenden Dorsch- und Lachsfang auf.
Im ausgehenden 18. Jahrhundert wurden die Sarkauer Fischer „Nomadenfischer“. Sie verließen im Frühjahr ihren Ort und siedelten den Sommer über an Orten, wo die Fischerei guten Fang versprach. Erst gut 100 Jahre später mit dem aufkeimenden Tourismus wurden die Fischer aus Sarkau wieder sesshaft.
1811 begann zwischen Cranz und Sarkau die Wiederaufforstung der Nehrung zum Schutz gegen die Wanderdünen durch den Ober-Plantagen-Inspektor Sören Biörn.
In der Nacht vom 3. auf den 4. Dezember 1924 verunglückten in einem heftigen Sturm 13 Sarkauer Fischer in der Ostsee. Bei der Größe des Ortes verloren bei dieser Tragödie zahlreiche Familien ihre Väter und Söhne als Ernährer. Im gesamten Deutschen Reich wurde für die Sarkauer Familien gesammelt und ein Hilfswerk eingerichtet, das den Hinterbliebenen eine bescheidene Rente auszahlen konnte. In Erinnerung an dieses Unglück wurde 10 Jahre später im Jahre 1934 das Sarkauer Fischerdenkmal eingeweiht, das sich in der Mitte des Ortes auf der Dorfstraße befand. Es existiert heute nicht mehr.
Bis 1944 blieb Sarkau ein Fischerdorf mit kleinem Kur- und Badebetrieb. Weithin begehrt waren vor allem geräucherte Flundern (Sarkauer Flundern), die gesäubert wurden sowie gesalzen und sodann paarweise auf lange Stangen zum Trocknen gehängt wurden. Dann kamen sie in die Räucherkästen und Räuchergruben im Ort. Ihre besondere Räuchernote erhielten die Flundern durch Zugabe von Kiefernzapfen zum Räuchern. Die meisten wurden in Lischkes, rechteckigen Körben aus Weidenruten, verpackt und morgens gegen 4 Uhr nach Königsberg gebracht und auf dem dortigen Fischmarkt als Delikatessen angeboten.
Die Bevölkerung flüchtete Ende 1944 und im Januar 1945 vor der anrückenden Roten Armee. Nach Einstellung der Kampfhandlungen des Zweiten Weltkriegs wurde Sarkau zusammen mit der nördlichen Hälfte Ostpreußens von der Sowjetunion unter eigene Verwaltung genommen. 1945 wurde der Ortsname in Lesnoi geändert.
Erste Besucher aus Deutschland, nach dem Fall des Eisernen Vorhangs, attestierten diesem Dorf, „dass an diesem Platz mehr Vergangenheit bewahrt wurde als anderswo im sowjetrussischen Teil, vielleicht überhaupt auf der Nehrung...dies ist ein Nehrungsdorf, das weithin seine alte Gestalt hat und sich darin recht adrett zeigt.“
Seit den 1990er Jahren entstehen hier viele Ferienhäuser und Datschen.

### Verwaltungstechnische Zugehörigkeit
Von 1874 bis 1945 war Sarkau in den Amtsbezirk Rossitten eingegliedert, und bis 1939 gehörte das Dorf dem Kreis Fischhausen an; von 1939 bis 1945 dem Landkreis Samland, der am 1. April 1939 aus den beiden Kreisen Fischhausen und Königsberg-Land gebildet wurde.
Nach Kriegsende 1945 kam das nunmehr Lesnoi genannte Dorf unter sowjetischer Verwaltung zum neu gebildeten Rajon Primorsk in der Oblast Kaliningrad. Seit 1947 wurde der Ort vom Siedlungssowjet bzw. der Siedlungsadministration von Rybatschi (Rositten) verwaltet. Von 2000 bis 2005 war Lesnoi offenbar Sitz eines Dorfbezirks. Von 2005 bis 2015 gehörte der Ort zu der von Rybatschi aus verwalteten Landgemeinde Kurische Nehrung. Seither gehört Lesnoi zum Stadtkreis Selenogradsk.

### Demographie
| Jahr | Einwohner | Anmerkungen |
| ---- | --------- | --- |
| 1782 | –         | königliches Fischerdorf, auf der Kurischen Nehrung, mit 31 Feuerstellen (Haushaltungen) und einer Kirche, Filiale von Kuntzen und einem adligen Krug zu Bledau gehörig |
| 1818 | 199       | davon 181 im königlichen Fischereidorf und 18 im kölmischen Gut Sarkau                                                                                                 |
| 1852 | 192       | Dorf |
| 1858 | 215       | darunter 214 Evangelische und eine katholische Person |
| 1864 | 256       | am 3. Dezember, Gemeindebezirk |
| 1867 | 243       | am 3. Dezember |
| 1871 | 257       | sämtlich Evangelische |
| 1910 | 511       | am 1. Dezember, Dorf, mit einer evangelischen Pfarrkirche |
| 1933 | 645       | [ 14 ] |
| 1939 | 705       | [ 14 ] |

| Jahr      | 2002 | 2010 | 2021 |
| --------- | ---- | ---- | ---- |
| Einwohner | 509  | 344  | 307  |

## Kirche

### Kirchengebäude
Eine frühere Fachwerkkirche mit kleinem hölzernen Dachreiter, der mit Schindeln gedeckt war, wurde 1901 durch eine neue Backsteinkirche ersetzt. Für sie stiftete Kaiserin Auguste Viktoria eigens eine in Silber gefasste Bibel. Ungewöhnlich war die Nord-Süd-Richtung der Kirche, der Turm stand im Norden.
Im und nach dem Zweiten Weltkrieg blieb von dem Gotteshaus nur das Kirchenschiff. Es wurde zweckentfremdet und von einer Fischerkolchose als Lagerhalle benutzt, die nach 1965 abgerissen wurde. Auf den Fundamenten errichtete man ein Kulturhaus, wobei auch einige alte Mauerteile Verwendung fanden. Die Frage, ob die Russisch-orthodoxe Kirche das Gebäude übernimmt, ist offen.
Seit den 2000er Jahren gibt es in Lesnoi eine russisch-orthodoxe Kirche, die dem heiligen Pantaleon geweiht ist.

### Kirchengemeinde
Sarkau war ein altes und schon in vorreformatorischer Zeit bestehendes Kirchdorf. Seit Einzug der Reformation bis 1551 wurde es von Rossitten (heute russisch: Rybatschi), danach bis 1808 von Kunzen (russisch: Krasnoretschje, heute nicht mehr existent) aus versorgt. Danach war Sarkau wieder Filialkirche von Rossitten und gehörte zum Kirchenkreis Königsberg-Land II in der Kirchenprovinz Ostpreußen der Kirche der Altpreußischen Union. Innerhalb dieses Kirchenkreises wechselte Sarkau noch einmal im Jahre 1885, als es nach Cranz (heute russisch: Selenogradsk) umgepfarrt wurde. Im Jahre 1897 gehörten zur Kirchengemeinde Sarkau (mit dem Kirchspielort Grenz, der heute nicht mehr existiert) 415 Gemeindeglieder.
Seit den 1990er Jahren besteht in Selenogradsk (Cranz) wieder eine evangelisch-lutherische Gemeinde, zu deren Einzugsbereich Lesnoi heute gehört. Die pfarramtliche Betreuung liegt bei den Geistlichen der Auferstehungskirche in Kaliningrad (Königsberg) innerhalb der Propstei Kaliningrad der Evangelisch-lutherischen Kirche Europäisches Russland.

## Sehenswürdigkeiten
Heute verfügt das Dorf wieder über einen bescheidenen, überwiegend russischen Tourismus. Im Ort liegt das Hotel Kurschskaja Kossa, sowie im alten Schulhaus ein Büro für Ökotourismus.  Frei zugänglich ist der Strand, der hier breit und feinsandig ist, am Leuchtturm gibt es auch eine kleine Promenade mit einem Sommercafé. Etwa zwei Kilometer nördlich liegt an der Haffseite ein Heimat- bzw. Nehrungsmuseum. An der Haffseite hat eine russische Bank ein mondänes Gästehaus gebaut.